# Last Day of the Last Furlough
Last Day of the Last Furlough est une nouvelle de l'écrivain américain J. D. Salinger, publiée pour la première fois le 15 juillet 1944 dans le 217e numéro du Saturday Evening Post.